# Interlands Colombiaans voetbalelftal 2010-2019
Deze pagina toont een chronologisch en gedetailleerd overzicht van de interlands die het Colombiaans voetbalelftal speelde in de periode 2010 - 2019.

## Interlands

### 2010
|                                                   |                                                  |       |                            | |
| 27 mei Vriendschappelijk № 464 «onderlinge duels» | Zuid-Afrika                                      | 2 – 1 | Colombia                   | First National Bank Stadium, Johannesburg Toeschouwers: 76.000 Scheidsrechter: Langat Samwel Kipngetich (KEN) |
| 27 mei Vriendschappelijk № 464 «onderlinge duels» | Teko Modise 16' (pen.) Katlego Mphela 58' (pen.) |       | 19' (pen.) Giovanni Moreno | First National Bank Stadium, Johannesburg Toeschouwers: 76.000 Scheidsrechter: Langat Samwel Kipngetich (KEN) |

|                                                   |                   |       |                   |                                                                                        |
| 30 mei Vriendschappelijk № 465 «onderlinge duels» | Nigeria           | 1 – 1 | Colombia          | Stadium:mk, Milton Keynes Toeschouwers: onbekend Scheidsrechter: Martin Atkinson (ENG) |
| 30 mei Vriendschappelijk № 465 «onderlinge duels» | Lukman Haruna 70' |       | 29' Carlos Valdés | Stadium:mk, Milton Keynes Toeschouwers: onbekend Scheidsrechter: Martin Atkinson (ENG) |

|                                                        |                     |       |                  |                                                                                         |
| 11 augustus Vriendschappelijk № 466 «onderlinge duels» | Bolivia             | 1 – 1 | Colombia         | Estadio Hernando Siles, La Paz Toeschouwers: 4.000 Scheidsrechter: Gabriel Favale (ARG) |
| 11 augustus Vriendschappelijk № 466 «onderlinge duels» | Roberto Galindo 64' |       | 40' Carlos Bacca | Estadio Hernando Siles, La Paz Toeschouwers: 4.000 Scheidsrechter: Gabriel Favale (ARG) |

|                                                        |           |                                    |          |                                                                                                 |
| 3 september Vriendschappelijk № 467 «onderlinge duels» | Venezuela | 0 – 2                              | Colombia | José Antonio Anzoátegui, Puerto Ordaz Toeschouwers: 30.000 Scheidsrechter: Roberto Moreno (PAN) |
| 3 september Vriendschappelijk № 467 «onderlinge duels» |           | 17' Juan Cuadrado 66' Dayro Moreno |          | José Antonio Anzoátegui, Puerto Ordaz Toeschouwers: 30.000 Scheidsrechter: Roberto Moreno (PAN) |

|                                                                  |                     |       |          |                                                                                          |
| 7 september Vriendschappelijk № 468 «onderlinge duels» 21:00 uur | Mexico              | 1 – 0 | Colombia | Estadio Universitario, Monterrey Toeschouwers: 43.000 Scheidsrechter: José Benigno (HON) |
| 7 september Vriendschappelijk № 468 «onderlinge duels» 21:00 uur | Elias Hernández 89' |       |          | Estadio Universitario, Monterrey Toeschouwers: 43.000 Scheidsrechter: José Benigno (HON) |

|                                                      |         |                    |          |                                                                                   |
| 8 oktober Vriendschappelijk № 469 «onderlinge duels» | Ecuador | 0 – 1              | Colombia | Red Bull Arena, Harrison Toeschouwers: 25.000 Scheidsrechter: Andrew Chapin (USA) |
| 8 oktober Vriendschappelijk № 469 «onderlinge duels» |         | 88' Radamel Falcao |          | Red Bull Arena, Harrison Toeschouwers: 25.000 Scheidsrechter: Andrew Chapin (USA) |

|                                                       |                  |       |          |                                                                            |
| 12 oktober Vriendschappelijk № 470 «onderlinge duels» | Verenigde Staten | 0 – 0 | Colombia | PPL Park, Chester Toeschouwers: 8.823 Scheidsrechter: Roberto García (MEX) |
| 12 oktober Vriendschappelijk № 470 «onderlinge duels» |                  |       |          | PPL Park, Chester Toeschouwers: 8.823 Scheidsrechter: Roberto García (MEX) |

|                                                        |                |       |                  |                                                                                  |
| 17 november Vriendschappelijk № 471 «onderlinge duels» | Colombia       | 1 – 1 | Peru             | Estadio El Campín, Bogotá Toeschouwers: 6.900 Scheidsrechter: Saul Laverni (ARG) |
| 17 november Vriendschappelijk № 471 «onderlinge duels» | Luis Núñez 74' |       | 32' Luis Ramírez | Estadio El Campín, Bogotá Toeschouwers: 6.900 Scheidsrechter: Saul Laverni (ARG) |

### 2011
|                                                                 |                 |       |          |                                                                                            |
| 9 februari Vriendschappelijk № 472 «onderlinge duels» 21:30 uur | Spanje          | 1 – 0 | Colombia | Estadio Santiago Bernabéu, Madrid Toeschouwers: 70.000 Scheidsrechter: Richard Trutz (SVK) |
| 9 februari Vriendschappelijk № 472 «onderlinge duels» 21:30 uur | David Silva 86' |       |          | Estadio Santiago Bernabéu, Madrid Toeschouwers: 70.000 Scheidsrechter: Richard Trutz (SVK) |

|                                                               |                                     |       |         |                                                                                           |
| 26 maart Vriendschappelijk № 473 «onderlinge duels» 18:00 uur | Colombia                            | 2 – 0 | Ecuador | Estadio Vicente Calderón, Madrid Toeschouwers: 15.000 Scheidsrechter: Antonio Mateu (ESP) |
| 26 maart Vriendschappelijk № 473 «onderlinge duels» 18:00 uur | Fredy Guarín 24' Radamel Falcao 74' |       |         | Estadio Vicente Calderón, Madrid Toeschouwers: 15.000 Scheidsrechter: Antonio Mateu (ESP) |

|                                                               |          |                                         |       |                                                                                  |
| 29 maart Vriendschappelijk № 474 «onderlinge duels» 20:40 uur | Colombia | 0 – 2                                   | Chili | Kyocera Stadion, Den Haag Toeschouwers: 15.000 Scheidsrechter: Pieter Vink (NED) |
| 29 maart Vriendschappelijk № 474 «onderlinge duels» 20:40 uur |          | 7' Matías Fernández 31' Jean Beausejour |       | Kyocera Stadion, Den Haag Toeschouwers: 15.000 Scheidsrechter: Pieter Vink (NED) |

|                                                    |                                       |       |         |                                                                                           |
| 25 juni Vriendschappelijk № 475 «onderlinge duels» | Colombia                              | 2 – 0 | Senegal | Estadio Atanasio Girardot, Medellín Toeschouwers: 15.000 Scheidsrechter: Diego Lara (ECU) |
| 25 juni Vriendschappelijk № 475 «onderlinge duels» | Abel Aguilar 16' Jackson Martínez 41' |       |         | Estadio Atanasio Girardot, Medellín Toeschouwers: 15.000 Scheidsrechter: Diego Lara (ECU) |

| Copa América |
| ------------ |

|                                                                |                  |       |            | |
| 2 juli Copa América Groep A № 476 «onderlinge duels» 15:30 uur | Colombia         | 1 – 0 | Costa Rica | Estadio 23 de Agosto, San Salvador de Jujuy Toeschouwers: 23.500 Scheidsrechter: Enrique Osses (CHI) |
| 2 juli Copa América Groep A № 476 «onderlinge duels» 15:30 uur | Adrián Ramos 45' |       |            | Estadio 23 de Agosto, San Salvador de Jujuy Toeschouwers: 23.500 Scheidsrechter: Enrique Osses (CHI) |

|                                                                |            |       |          |                                                                                               |
| 6 juli Copa América Groep A № 477 «onderlinge duels» 21:45 uur | Argentinië | 0 – 0 | Colombia | Estadio Estanislao López, Santa Fe Toeschouwers: 47.000 Scheidsrechter: Sálvio Fagundes (BRA) |
| 6 juli Copa América Groep A № 477 «onderlinge duels» 21:45 uur |            |       |          | Estadio Estanislao López, Santa Fe Toeschouwers: 47.000 Scheidsrechter: Sálvio Fagundes (BRA) |

|                                                                 |                                              |       |         |                                                                                                |
| 10 juli Copa América Groep A № 478 «onderlinge duels» 16:00 uur | Colombia                                     | 2 – 0 | Bolivia | Estadio Estanislao López, Santa Fe Toeschouwers: 12.000 Scheidsrechter: Francisco Chacón (MEX) |
| 10 juli Copa América Groep A № 478 «onderlinge duels» 16:00 uur | Radamel Falcao 14' Radamel Falcao 28' (pen.) |       |         | Estadio Estanislao López, Santa Fe Toeschouwers: 12.000 Scheidsrechter: Francisco Chacón (MEX) |

|                                                                     |          |                                             |      |                                                                                                   |
| 16 juli Copa América Kwartfinale № 479 «onderlinge duels» 16:00 uur | Colombia | 0 – 2                                       | Peru | Estadio Mario Alberto Kempes, Córdoba Toeschouwers: 40.000 Scheidsrechter: Francisco Chacón (MEX) |
| 16 juli Copa América Kwartfinale № 479 «onderlinge duels» 16:00 uur |          | 101' Carlos Lobatón 111' Juan Manuel Vargas |      | Estadio Mario Alberto Kempes, Córdoba Toeschouwers: 40.000 Scheidsrechter: Francisco Chacón (MEX) |

|  |  |  |  |  |  |  |  |  |

|                                                        |          |                                                    |          |                                                                                    |
| 4 september Vriendschappelijk № 480 «onderlinge duels» | Honduras | 0 – 2                                              | Colombia | Red Bull Arena, Harrison Toeschouwers: 15.000 Scheidsrechter: Jorge Gonzalez (USA) |
| 4 september Vriendschappelijk № 480 «onderlinge duels» |          | 25' (pen.) Teófilo Gutiérrez 72' Teófilo Gutiérrez |          | Red Bull Arena, Harrison Toeschouwers: 15.000 Scheidsrechter: Jorge Gonzalez (USA) |

|                                                        |         |                                            |          |                                                                                             |
| 6 september Vriendschappelijk № 481 «onderlinge duels» | Jamaica | 0 – 2                                      | Colombia | Lockhart Stadium, Fort Lauderdale Toeschouwers: 8.000 Scheidsrechter: Donald Dellavia (USA) |
| 6 september Vriendschappelijk № 481 «onderlinge duels» |         | 54' Teófilo Gutiérrez 90' Jackson Martínez |          | Lockhart Stadium, Fort Lauderdale Toeschouwers: 8.000 Scheidsrechter: Donald Dellavia (USA) |

|                                                     |                   |       |                                     |                                                                                           |
| 11 oktober WK-kwalificatie № 482 «onderlinge duels» | Bolivia           | 1 – 2 | Colombia                            | Estadio Hernando Siles, La Paz Toeschouwers: 33.155 Scheidsrechter: Carlos Amarilla (PAR) |
| 11 oktober WK-kwalificatie № 482 «onderlinge duels» | Walter Flores 84' |       | 48' Dorlan Pabón 90' Radamel Falcao | Estadio Hernando Siles, La Paz Toeschouwers: 33.155 Scheidsrechter: Carlos Amarilla (PAR) |

|                                                                |                  |       |                     |                                                                                           |
| 11 november WK-kwalificatie № 483 «onderlinge duels» 21:00 uur | Colombia         | 1 – 1 | Venezuela           | Estadio Metropolitano, Barranquilla Toeschouwers: 49.612 Scheidsrechter: Omar Ponce (ECU) |
| 11 november WK-kwalificatie № 483 «onderlinge duels» 21:00 uur | Fredy Guarín 11' |       | 79' Frank Feltscher | Estadio Metropolitano, Barranquilla Toeschouwers: 49.612 Scheidsrechter: Omar Ponce (ECU) |

|                                                                |                  |       |                                 |                                                                                                |
| 15 november WK-kwalificatie № 484 «onderlinge duels» 21:00 uur | Colombia         | 1 – 2 | Argentinië                      | Estadio Metropolitano, Barranquilla Toeschouwers: 49.600 Scheidsrechter: Sálvio Fagundes (BRA) |
| 15 november WK-kwalificatie № 484 «onderlinge duels» 21:00 uur | Dorlan Pabón 44' |       | 60' Lionel Messi 84' Kun Agüero | Estadio Metropolitano, Barranquilla Toeschouwers: 49.600 Scheidsrechter: Sálvio Fagundes (BRA) |

### 2012
|                                                                  |        |                                      |          |                                                                                |
| 29 februari Vriendschappelijk № 485 «onderlinge duels» 20:00 uur | Mexico | 0 – 2                                | Colombia | Dolphin Stadium, Miami Toeschouwers: 42.000 Scheidsrechter: Terry Vaughn (USA) |
| 29 februari Vriendschappelijk № 485 «onderlinge duels» 20:00 uur |        | 36' Radamel Falcao 60' Juan Cuadrado |          | Dolphin Stadium, Miami Toeschouwers: 42.000 Scheidsrechter: Terry Vaughn (USA) |

|                                                           |      |                     |          |                                                                                 |
| 3 juni WK-kwalificatie № 486 «onderlinge duels» 17:00 uur | Peru | 0 – 1               | Colombia | Estadio Nacional, Lima Toeschouwers: 30.000 Scheidsrechter: Nestor Pitana (ARG) |
| 3 juni WK-kwalificatie № 486 «onderlinge duels» 17:00 uur |      | 52' James Rodríguez |          | Estadio Nacional, Lima Toeschouwers: 30.000 Scheidsrechter: Nestor Pitana (ARG) |

|                                                            |                      |       |          |                                                                                            |
| 10 juni WK-kwalificatie № 487 «onderlinge duels» 16:00 uur | Ecuador              | 1 – 0 | Colombia | Estadio Olimpico Atahualpa, Quito Toeschouwers: 26.000 Scheidsrechter: Wilson Seneme (BRA) |
| 10 juni WK-kwalificatie № 487 «onderlinge duels» 16:00 uur | Cristian Benítez 54' |       |          | Estadio Olimpico Atahualpa, Quito Toeschouwers: 26.000 Scheidsrechter: Wilson Seneme (BRA) |

|                                                                |                                                                                 |       |         |                                                                                            |
| 7 september WK-kwalificatie № 488 «onderlinge duels» 21:30 uur | Colombia                                                                        | 4 – 0 | Uruguay | Estadio Metropolitano, Barranquilla Toeschouwers: 45.000 Scheidsrechter: Heber Lopes (BRA) |
| 7 september WK-kwalificatie № 488 «onderlinge duels» 21:30 uur | Radamel Falcao 2' Teófilo Gutiérrez 48' Teófilo Gutiérrez 52' Juan Zúñiga 90+1' |       |         | Estadio Metropolitano, Barranquilla Toeschouwers: 45.000 Scheidsrechter: Heber Lopes (BRA) |

|                                                                 |                      |       |                                                              |                                                                                         |
| 11 september WK-kwalificatie № 489 «onderlinge duels» 20:30 uur | Chili                | 1 – 3 | Colombia                                                     | Estadio Monumental, Santiago Toeschouwers: 38.000 Scheidsrechter: Victor Carrillo (PER) |
| 11 september WK-kwalificatie № 489 «onderlinge duels» 20:30 uur | Matías Fernández 42' |       | 59' James Rodríguez 74' Radamel Falcao 77' Teófilo Gutiérrez | Estadio Monumental, Santiago Toeschouwers: 38.000 Scheidsrechter: Victor Carrillo (PER) |

|                                                               |                                       |       |          |                                                                                                |
| 11 oktober WK-kwalificatie № 490 «onderlinge duels» 21:30 uur | Colombia                              | 2 – 0 | Paraguay | Estadio Metropolitano, Barranquilla Toeschouwers: 45.000 Scheidsrechter: Sergio Pezzotta (ARG) |
| 11 oktober WK-kwalificatie № 490 «onderlinge duels» 21:30 uur | Radamel Falcao 52' Radamel Falcao 89' |       |          | Estadio Metropolitano, Barranquilla Toeschouwers: 45.000 Scheidsrechter: Sergio Pezzotta (ARG) |

|                                                                 |                                                        |       |          |                                                                                                 |
| 16 oktober Vriendschappelijk № 491 «onderlinge duels» 20:00 uur | Colombia                                               | 3 – 0 | Kameroen | Estadio Metropolitano, Barranquilla Toeschouwers: 23.000 Scheidsrechter: Marlon Escalante (VEN) |
| 16 oktober Vriendschappelijk № 491 «onderlinge duels» 20:00 uur | Jackson Martínez 23' Carlos Bacca 61' Dorlan Pabón 81' |       |          | Estadio Metropolitano, Barranquilla Toeschouwers: 23.000 Scheidsrechter: Marlon Escalante (VEN) |

|                                                                  |            |       |                   |                                                                                         |
| 14 november Vriendschappelijk № 492 «onderlinge duels» 20:00 uur | Brazilië   | 1 – 1 | Colombia          | MetLife Stadium, East Rutherford Toeschouwers: 38.624 Scheidsrechter: Mark Geiger (USA) |
| 14 november Vriendschappelijk № 492 «onderlinge duels» 20:00 uur | Neymar 63' |       | 43' Juan Cuadrado | MetLife Stadium, East Rutherford Toeschouwers: 38.624 Scheidsrechter: Mark Geiger (USA) |

### 2013
|                                                                 |                           |       |                                                                            |                                                                             |
| 6 februari Vriendschappelijk № 493 «onderlinge duels» 20:00 uur | Guatemala                 | 1 – 4 | Colombia                                                                   | Dolphin Stadium, Miami Toeschouwers: 25.000 Scheidsrechter: Paul Ward (CAN) |
| 6 februari Vriendschappelijk № 493 «onderlinge duels» 20:00 uur | José Contreras 81' (pen.) |       | 21' Jackson Martínez 30' Jackson Martínez 64' Abel Aguilar 86' Luís Muriel | Dolphin Stadium, Miami Toeschouwers: 25.000 Scheidsrechter: Paul Ward (CAN) |

|                                                             |                                                                                                 |       |         |                                                                                            |
| 22 maart WK-kwalificatie № 494 «onderlinge duels» 20:00 uur | Colombia                                                                                        | 5 – 0 | Bolivia | Estadio Metropolitano, Barranquilla Toeschouwers: 40.478 Scheidsrechter: Carlos Vera (ECU) |
| 22 maart WK-kwalificatie № 494 «onderlinge duels» 20:00 uur | Macnelly Torres 20' Carlos Valdes 50' Teófilo Gutiérrez 62' Radamel Falcao 86' Pablo Armero 90' |       |         | Estadio Metropolitano, Barranquilla Toeschouwers: 40.478 Scheidsrechter: Carlos Vera (ECU) |

|                                                             |                 |       |          |                                                                                         |
| 26 maart WK-kwalificatie № 495 «onderlinge duels» 21:00 uur | Venezuela       | 1 – 0 | Colombia | Estadio Cachamay, Puerto Ordaz Toeschouwers: 41.500 Scheidsrechter: Antonio Arias (PAR) |
| 26 maart WK-kwalificatie № 495 «onderlinge duels» 21:00 uur | José Rondón 13' |       |          | Estadio Cachamay, Puerto Ordaz Toeschouwers: 41.500 Scheidsrechter: Antonio Arias (PAR) |

|                                                           |            |       |          |                                                                                                 |
| 7 juni WK-kwalificatie № 496 «onderlinge duels» 20:00 uur | Argentinië | 0 – 0 | Colombia | Estadio El Monumental, Buenos Aires Toeschouwers: 44.087 Scheidsrechter: Marlon Escalante (VEN) |
| 7 juni WK-kwalificatie № 496 «onderlinge duels» 20:00 uur |            |       |          | Estadio El Monumental, Buenos Aires Toeschouwers: 44.087 Scheidsrechter: Marlon Escalante (VEN) |

|                                                            |                                                 |       |      |                                                                                             |
| 11 juni WK-kwalificatie № 497 «onderlinge duels» 21:30 uur | Colombia                                        | 2 – 0 | Peru | Estadio Metropolitano, Barranquilla Toeschouwers: 42.265 Scheidsrechter: Sandro Ricci (BRA) |
| 11 juni WK-kwalificatie № 497 «onderlinge duels» 21:30 uur | Radamel Falcao 13' (pen.) Teófilo Gutiérrez 45' |       |      | Estadio Metropolitano, Barranquilla Toeschouwers: 42.265 Scheidsrechter: Sandro Ricci (BRA) |

|                                                                  |                  |       |        |                                                                                 |
| 14 augustus Vriendschappelijk № 498 «onderlinge duels» 20:00 uur | Colombia         | 1 – 0 | Servië | Mini Estadi, Barcelona Toeschouwers: 6.000 Scheidsrechter: Javier Estrada (ESP) |
| 14 augustus Vriendschappelijk № 498 «onderlinge duels» 20:00 uur | Fredy Guarín 89' |       |        | Mini Estadi, Barcelona Toeschouwers: 6.000 Scheidsrechter: Javier Estrada (ESP) |

|                                                                |                     |       |         |                                                                                            |
| 6 september WK-kwalificatie № 499 «onderlinge duels» 15:30 uur | Colombia            | 1 – 0 | Ecuador | Estadio Metropolitano, Barranquilla Toeschouwers: 45.000 Scheidsrechter: Héber Lopes (BRA) |
| 6 september WK-kwalificatie № 499 «onderlinge duels» 15:30 uur | James Rodríguez 31' |       |         | Estadio Metropolitano, Barranquilla Toeschouwers: 45.000 Scheidsrechter: Héber Lopes (BRA) |

|                                                                 |                                         |       |          |                                                                                         |
| 10 september WK-kwalificatie № 500 «onderlinge duels» 20:00 uur | Uruguay                                 | 2 – 0 | Colombia | Estadio Centenario, Montevideo Toeschouwers: 50.000 Scheidsrechter: Antonio Arias (PAR) |
| 10 september WK-kwalificatie № 500 «onderlinge duels» 20:00 uur | Edinson Cavani 78' Christian Stuani 80' |       |          | Estadio Centenario, Montevideo Toeschouwers: 50.000 Scheidsrechter: Antonio Arias (PAR) |

|                                                               |                                                                           |       |                                                               |                                                                                                  |
| 11 oktober WK-kwalificatie № 501 «onderlinge duels» 20:00 uur | Colombia                                                                  | 3 – 3 | Chili                                                         | Estadio Metropolitano, Barranquilla Toeschouwers: 45.000 Scheidsrechter: Paulo de Oliveira (BRA) |
| 11 oktober WK-kwalificatie № 501 «onderlinge duels» 20:00 uur | Teófilo Gutiérrez 69' Radamel Falcao 75' (pen.) Radamel Falcao 84' (pen.) |       | 19' (pen.) Arturo Vidal 22' Alexis Sánchez 30' Alexis Sánchez | Estadio Metropolitano, Barranquilla Toeschouwers: 45.000 Scheidsrechter: Paulo de Oliveira (BRA) |

|                                                               |                     |       |                                 |                                                                                              |
| 15 oktober WK-kwalificatie № 502 «onderlinge duels» 20:30 uur | Paraguay            | 1 – 2 | Colombia                        | Estadio Defensores del Chaco, Asunción Toeschouwers: 20.000 Scheidsrechter: Diego Abal (ARG) |
| 15 oktober WK-kwalificatie № 502 «onderlinge duels» 20:30 uur | Jorge Luis Rojas 6' |       | 38' Mario Yepes 55' Mario Yepes | Estadio Defensores del Chaco, Asunción Toeschouwers: 20.000 Scheidsrechter: Diego Abal (ARG) |

|                                                                  |        |                                       |          |                                                                                              |
| 15 november Vriendschappelijk № 503 «onderlinge duels» 21:00 uur | België | 0 – 2                                 | Colombia | Koning Boudewijnstadion, Brussel Toeschouwers: 45.000 Scheidsrechter: Mark Clattenburg (ENG) |
| 15 november Vriendschappelijk № 503 «onderlinge duels» 21:00 uur |        | 51' Radamel Falcao 66' Segundo Ibarbo |          | Koning Boudewijnstadion, Brussel Toeschouwers: 45.000 Scheidsrechter: Mark Clattenburg (ENG) |

|                                                                  |           |       |          |                                                                                     |
| 19 november Vriendschappelijk № 504 «onderlinge duels» 20:30 uur | Nederland | 0 – 0 | Colombia | Amsterdam ArenA, Amsterdam Toeschouwers: 53.000 Scheidsrechter: Florian Meyer (GER) |
| 19 november Vriendschappelijk № 504 «onderlinge duels» 20:30 uur |           |       |          | Amsterdam ArenA, Amsterdam Toeschouwers: 53.000 Scheidsrechter: Florian Meyer (GER) |

### 2014
|                                                              |                            |       |                  | |
| 5 maart Vriendschappelijk № 505 «onderlinge duels» 20:00 uur | Colombia                   | 1 – 1 | Tunesië          | Estadi Cornellà-El Prat, Cornellà de Llobregat Toeschouwers: 5.000 Scheidsrechter: Javier Estrada Fernández (ESP) |
| 5 maart Vriendschappelijk № 505 «onderlinge duels» 20:00 uur | James Rodríguez 21' (pen.) |       | 36' Wahbi Khazri | Estadi Cornellà-El Prat, Cornellà de Llobregat Toeschouwers: 5.000 Scheidsrechter: Javier Estrada Fernández (ESP) |

|                                                             |                                        |       |                                     |                                                                                                   |
| 31 mei Vriendschappelijk № 506 «onderlinge duels» 22:00 uur | Colombia                               | 2 – 2 | Senegal                             | Estadio El Nuevo Gasómetro, Buenos Aires Toeschouwers: 15.000 Scheidsrechter: Silvio Trucco (ARG) |
| 31 mei Vriendschappelijk № 506 «onderlinge duels» 22:00 uur | Teófilo Gutiérrez 11' Carlos Bacca 45' |       | 46' Moussa Konaté 50' Cheikh N'Doye | Estadio El Nuevo Gasómetro, Buenos Aires Toeschouwers: 15.000 Scheidsrechter: Silvio Trucco (ARG) |

|                                                             |                                                                      |       |          |                                                                                            |
| 6 juni Vriendschappelijk № 507 «onderlinge duels» 20:00 uur | Colombia                                                             | 3 – 0 | Jordanië | Estadio Pedro Bidegain, Buenos Aires Toeschouwers: 15.000 Scheidsrechter: Pablo Díaz (ARG) |
| 6 juni Vriendschappelijk № 507 «onderlinge duels» 20:00 uur | James Rodríguez 42' (pen.) Juan Cuadrado 83' (pen.) Fredy Guarín 89' |       |          | Estadio Pedro Bidegain, Buenos Aires Toeschouwers: 15.000 Scheidsrechter: Pablo Díaz (ARG) |

| WK voetbal 2014 |
| --------------- |

|                                                                         |                                                             |       |             |                                                                                 |
| 14 juni WK-eindronde Groep C № 508 «onderlinge duels» 17:00 uur (UTC−3) | Colombia                                                    | 3 – 0 | Griekenland | Mineirão, Belo Horizonte Toeschouwers: 57.174 Scheidsrechter: Mark Geiger (USA) |
| 14 juni WK-eindronde Groep C № 508 «onderlinge duels» 17:00 uur (UTC−3) | Pablo Armero 6' Teófilo Gutiérrez 58' James Rodríguez 90+1' |       |             | Mineirão, Belo Horizonte Toeschouwers: 57.174 Scheidsrechter: Mark Geiger (USA) |

|                                                                         |                                       |       |              |                                                                                               |
| 19 juni WK-eindronde Groep C № 509 «onderlinge duels» 17:00 uur (UTC−3) | Colombia                              | 2 – 1 | Ivoorkust    | Estádio Nacional de Brasília, Brasilia Toeschouwers: 68.748 Scheidsrechter: Howard Webb (ENG) |
| 19 juni WK-eindronde Groep C № 509 «onderlinge duels» 17:00 uur (UTC−3) | James Rodríguez 64' Juan Quintero 70' |       | 73' Gervinho | Estádio Nacional de Brasília, Brasilia Toeschouwers: 68.748 Scheidsrechter: Howard Webb (ENG) |

|                                                                         |                      |       |                                                                                        |                                                                                 |
| 24 juni WK-eindronde Groep C № 510 «onderlinge duels» 16:00 uur (UTC−4) | Japan                | 1 – 4 | Colombia                                                                               | Arena Pantanal, Cuiabá Toeschouwers: 40.340 Scheidsrechter: Pedro Proença (POR) |
| 24 juni WK-eindronde Groep C № 510 «onderlinge duels» 16:00 uur (UTC−4) | Shinji Okazaki 45+1' |       | 17' (pen.) Juan Cuadrado 55' Jackson Martínez 82' Jackson Martínez 89' James Rodríguez | Arena Pantanal, Cuiabá Toeschouwers: 40.340 Scheidsrechter: Pedro Proença (POR) |

|                                                                                |                                         |       |         |                                                                                   |
| 28 juni WK-eindronde Achtste finale № 511 «onderlinge duels» 17:00 uur (UTC−3) | Colombia                                | 2 – 0 | Uruguay | Maracanã, Rio de Janeiro Toeschouwers: 73.804 Scheidsrechter: Björn Kuipers (NED) |
| 28 juni WK-eindronde Achtste finale № 511 «onderlinge duels» 17:00 uur (UTC−3) | James Rodríguez 28' James Rodríguez 50' |       |         | Maracanã, Rio de Janeiro Toeschouwers: 73.804 Scheidsrechter: Björn Kuipers (NED) |

|                                                                            |                                |       |                            |                                                                               |
| 4 juli WK-eindronde Kwartfinale № 512 «onderlinge duels» 17:00 uur (UTC−3) | Brazilië                       | 2 – 1 | Colombia                   | Castelão, Fortaleza Toeschouwers: 60.342 Scheidsrechter: Carlos Velasco (ESP) |
| 4 juli WK-eindronde Kwartfinale № 512 «onderlinge duels» 17:00 uur (UTC−3) | Thiago Silva 7' David Luiz 69' |       | 80' (pen.) James Rodríguez | Castelão, Fortaleza Toeschouwers: 60.342 Scheidsrechter: Carlos Velasco (ESP) |

|  |  |  |  |  |  |  |  |  |

|                                                                  |            |       |          |                                                                                         |
| 5 september Vriendschappelijk № 513 «onderlinge duels» 20:00 uur | Brazilië   | 1 – 0 | Colombia | Sun Life Stadium, Miami Gardens Toeschouwers: 73.479 Scheidsrechter: David Gantar (CAN) |
| 5 september Vriendschappelijk № 513 «onderlinge duels» 20:00 uur | Neymar 83' |       |          | Sun Life Stadium, Miami Gardens Toeschouwers: 73.479 Scheidsrechter: David Gantar (CAN) |

|                                                                 |                                                     |       |             |                                                                                  |
| 10 oktober Vriendschappelijk № 514 «onderlinge duels» 20:00 uur | Colombia                                            | 3 – 0 | El Salvador | Red Bull Arena, Harrison Toeschouwers: 25.000 Scheidsrechter: David Gantar (CAN) |
| 10 oktober Vriendschappelijk № 514 «onderlinge duels» 20:00 uur | Radamel Falcao 8' Carlos Bacca 49' Carlos Bacca 51' |       |             | Red Bull Arena, Harrison Toeschouwers: 25.000 Scheidsrechter: David Gantar (CAN) |

|                                                                 |        |                     |          |                                                                                 |
| 14 oktober Vriendschappelijk № 515 «onderlinge duels» 20:15 uur | Canada | 0 – 1               | Colombia | Red Bull Arena, Harrison Toeschouwers: 22.727 Scheidsrechter: Juan Guzman (USA) |
| 14 oktober Vriendschappelijk № 515 «onderlinge duels» 20:15 uur |        | 75' James Rodríguez |          | Red Bull Arena, Harrison Toeschouwers: 22.727 Scheidsrechter: Juan Guzman (USA) |

|                                                                  |                          |       |                                        |                                                                                    |
| 14 november Vriendschappelijk № 516 «onderlinge duels» 20:45 uur | Verenigde Staten         | 1 – 2 | Colombia                               | Craven Cottage, Londen Toeschouwers: 24.235 Scheidsrechter: Szymon Marciniak (POL) |
| 14 november Vriendschappelijk № 516 «onderlinge duels» 20:45 uur | Jozy Altidore 10' (pen.) |       | 60' Carlos Bacca 87' Teófilo Gutiérrez | Craven Cottage, Londen Toeschouwers: 24.235 Scheidsrechter: Szymon Marciniak (POL) |

|                                                                  |          |                  |          |                                                                                      |
| 18 november Vriendschappelijk № 517 «onderlinge duels» 18:00 uur | Slovenië | 0 – 1            | Colombia | Stadion Stožice, Ljubljana Toeschouwers: 15.230 Scheidsrechter: Pappas Andreas (GRE) |
| 18 november Vriendschappelijk № 517 «onderlinge duels» 18:00 uur |          | 43' Adrián Ramos |          | Stadion Stožice, Ljubljana Toeschouwers: 15.230 Scheidsrechter: Pappas Andreas (GRE) |

### 2015
|                                                               |         | |          |                                                                                               |
| 26 maart Vriendschappelijk № 518 «onderlinge duels» 18:00 uur | Bahrein | 0 – 6 | Colombia | Stād al-Bahrayn al-Watanī, Riffa Toeschouwers: 5.500 Scheidsrechter: Mohammed Al-Hoaish (KSA) |
| 26 maart Vriendschappelijk № 518 «onderlinge duels» 18:00 uur |         | 15' Carlos Bacca 32' Radamel Falcao 36' Radamel Falcao 59' Adrián Ramos 79' Johan Mojica 82' Andrés Rentería |          | Stād al-Bahrayn al-Watanī, Riffa Toeschouwers: 5.500 Scheidsrechter: Mohammed Al-Hoaish (KSA) |

|                                                               |                                                              |       |                       |                                                                                                   |
| 30 maart Vriendschappelijk № 519 «onderlinge duels» 18:00 uur | Colombia                                                     | 3 – 1 | Koeweit               | Mohammed Bin Zayidstadion, Abu Dhabi Toeschouwers: 6.000 Scheidsrechter: Sultan Al-Marzooki (UAE) |
| 30 maart Vriendschappelijk № 519 «onderlinge duels» 18:00 uur | Abel Aguilar 22' Edwin Cardona 68' Radamel Falcao 74' (pen.) |       | 45+1' Musaed Al-Enezi | Mohammed Bin Zayidstadion, Abu Dhabi Toeschouwers: 6.000 Scheidsrechter: Sultan Al-Marzooki (UAE) |

|                                                   |                    |       |            |                                                                            |
| 6 juni Vriendschappelijk № 520 «onderlinge duels» | Colombia           | 1 – 0 | Costa Rica | Estadio Pedro Bidegain, Buenos Aires Scheidsrechter: Carlos Amarilla (PAR) |
| 6 juni Vriendschappelijk № 520 «onderlinge duels» | Radamel Falcao 47' |       |            | Estadio Pedro Bidegain, Buenos Aires Scheidsrechter: Carlos Amarilla (PAR) |

| Copa América 2015 |
| ----------------- |

|                                                                 |          |                    |           |                                                                                       |
| 14 juni Copa América Groep C № 521 «onderlinge duels» 16:00 uur | Colombia | 0 – 1              | Venezuela | Estadio El Teniente, Rancagua Toeschouwers: 12.387 Scheidsrechter: Andrés Cunha (URU) |
| 14 juni Copa América Groep C № 521 «onderlinge duels» 16:00 uur |          | 60' Salomón Rondón |           | Estadio El Teniente, Rancagua Toeschouwers: 12.387 Scheidsrechter: Andrés Cunha (URU) |

|                                                                 |          |                    |          | |
| 17 juni Copa América Groep C № 522 «onderlinge duels» 20:30 uur | Brazilië | 0 – 1              | Colombia | Estadio Monumental David Arellano, Santiago Toeschouwers: 44.008 Scheidsrechter: Enrique Osses (COL) |
| 17 juni Copa América Groep C № 522 «onderlinge duels» 20:30 uur |          | 36' Jeison Murillo |          | Estadio Monumental David Arellano, Santiago Toeschouwers: 44.008 Scheidsrechter: Enrique Osses (COL) |

|                                                                 |          |       |      |                                                                                                  |
| 21 juni Copa América Groep C № 523 «onderlinge duels» 16:00 uur | Colombia | 0 – 0 | Peru | Estadio Municipal Germán Becker, Temuco Toeschouwers: 17.332 Scheidsrechter: Néstor Pitana (ARG) |
| 21 juni Copa América Groep C № 523 «onderlinge duels» 16:00 uur |          |       |      | Estadio Municipal Germán Becker, Temuco Toeschouwers: 17.332 Scheidsrechter: Néstor Pitana (ARG) |

|                                                                     |                                                                                                |       | |                                                                                                  |
| 26 juni Copa América Kwartfinale № 524 «onderlinge duels» 20:30 uur | Argentinië                                                                                     | 0 – 0 | Colombia                                                                                                 | Estadio Sausalito, Viña del Mar Toeschouwers: 21.508 Scheidsrechter: Roberto García Orozco (MEX) |
| 26 juni Copa América Kwartfinale № 524 «onderlinge duels» 20:30 uur |                                                                                                |       | | Estadio Sausalito, Viña del Mar Toeschouwers: 21.508 Scheidsrechter: Roberto García Orozco (MEX) |
| 26 juni Copa América Kwartfinale № 524 «onderlinge duels» 20:30 uur | Strafschoppen                                                                                  |       | | Estadio Sausalito, Viña del Mar Toeschouwers: 21.508 Scheidsrechter: Roberto García Orozco (MEX) |
| 26 juni Copa América Kwartfinale № 524 «onderlinge duels» 20:30 uur | Lionel Messi Ezequiel Garay Éver Banega Ezequiel Lavezzi Lucas Biglia Marcos Rojo Carlos Tévez | 5 – 4 | James Rodríguez Radamel Falcao Juan Cuadrado Luis Muriel Edwin Cardona Juan Camilo Zúñiga Jeison Murillo | Estadio Sausalito, Viña del Mar Toeschouwers: 21.508 Scheidsrechter: Roberto García Orozco (MEX) |

|  |  |  |  |  |  |  |  |  |

|                                                                  |                  |       |                             |                                                                                 |
| 8 september Vriendschappelijk № 525 «onderlinge duels» 18:00 uur | Colombia         | 1 – 1 | Peru                        | Red Bull Arena, Harrison Toeschouwers: 24.800 Scheidsrechter: Chris Penso (USA) |
| 8 september Vriendschappelijk № 525 «onderlinge duels» 18:00 uur | Carlos Bacca 37' |       | 89' (pen.) Jefferson Farfán | Red Bull Arena, Harrison Toeschouwers: 24.800 Scheidsrechter: Chris Penso (USA) |

|                                                                   |                                           |       |      | |
| 8 oktober Kwalificatie WK 2018 № 526 «onderlinge duels» 15:30 uur | Colombia                                  | 2 – 0 | Peru | Estadio Metropolitano Roberto Meléndez, Barranquilla Toeschouwers: 37.000 Scheidsrechter: Antonio Arias (PAR) |
| 8 oktober Kwalificatie WK 2018 № 526 «onderlinge duels» 15:30 uur | Teófilo Gutiérrez 36' Edwin Cardona 90+5' |       |      | Estadio Metropolitano Roberto Meléndez, Barranquilla Toeschouwers: 37.000 Scheidsrechter: Antonio Arias (PAR) |

|                                                                    |                                                    |       |          |                                                                                       |
| 13 oktober Kwalificatie WK 2018 № 527 «onderlinge duels» 16:00 uur | Uruguay                                            | 3 – 0 | Colombia | Estadio Centenario, Montevideo Toeschouwers: 38.000 Scheidsrechter: Héber Lopes (BRA) |
| 13 oktober Kwalificatie WK 2018 № 527 «onderlinge duels» 16:00 uur | Diego Godín 35' Diego Rolán 51' Abel Hernández 88' |       |          | Estadio Centenario, Montevideo Toeschouwers: 38.000 Scheidsrechter: Héber Lopes (BRA) |

|                                                                     |                  |       |                     |                                                                                       |
| 12 november Kwalificatie WK 2018 № 528 «onderlinge duels» 20:30 uur | Chili            | 1 – 1 | Colombia            | Estadio Nacional, Santiago Toeschouwers: 48.665 Scheidsrechter: Enrique Cáceres (PAR) |
| 12 november Kwalificatie WK 2018 № 528 «onderlinge duels» 20:30 uur | Arturo Vidal 44' |       | 67' James Rodríguez | Estadio Nacional, Santiago Toeschouwers: 48.665 Scheidsrechter: Enrique Cáceres (PAR) |

|                                                                     |          |                  |            | |
| 17 november Kwalificatie WK 2018 № 529 «onderlinge duels» 15:30 uur | Colombia | 0 – 1            | Argentinië | Estadio Metropolitano Roberto Meléndez, Barranquilla Toeschouwers: 27.500 Scheidsrechter: Carlos Vera (ECU) |
| 17 november Kwalificatie WK 2018 № 529 «onderlinge duels» 15:30 uur |          | 20' Lucas Biglia |            | Estadio Metropolitano Roberto Meléndez, Barranquilla Toeschouwers: 27.500 Scheidsrechter: Carlos Vera (ECU) |

### 2016
|                                                                  |                                              |       |                                                         |                                                                                          |
| 24 maart Kwalificatie WK 2018 № 530 «onderlinge duels» 16:00 uur | Bolivia                                      | 2 – 3 | Colombia                                                | Estadio Hernando Siles, La Paz Toeschouwers: 35.000 Scheidsrechter: Wilton Pereira (BRA) |
| 24 maart Kwalificatie WK 2018 № 530 «onderlinge duels» 16:00 uur | Juan Carlos Arce 50' Alejandro Chumacero 62' |       | 9' James Rodríguez 40' Carlos Bacca 90+3' Edwin Cardona | Estadio Hernando Siles, La Paz Toeschouwers: 35.000 Scheidsrechter: Wilton Pereira (BRA) |

|                                                                  |                                                       |       |                    |                                                                                              |
| 29 maart Kwalificatie WK 2018 № 531 «onderlinge duels» 15:30 uur | Colombia                                              | 3 – 1 | Ecuador            | Estadio Metropolitano, Barranquilla Toeschouwers: 45.000 Scheidsrechter: Enrique Osses (CHI) |
| 29 maart Kwalificatie WK 2018 № 531 «onderlinge duels» 15:30 uur | Carlos Bacca 15' Sebastián Pérez 48' Carlos Bacca 67' |       | 90' Michael Arroyo | Estadio Metropolitano, Barranquilla Toeschouwers: 45.000 Scheidsrechter: Enrique Osses (CHI) |

|                                                             |                                                       |       |                    |                                                                          |
| 29 mei Vriendschappelijk № 532 «onderlinge duels» 20:00 uur | Colombia                                              | 3 – 1 | Haïti              | Marlins Park, Miami Toeschouwers: 18.000 Scheidsrechter: Ted Unkel (USA) |
| 29 mei Vriendschappelijk № 532 «onderlinge duels» 20:00 uur | Dayro Moreno 13' Juan Cuadrado 54' Roger Martínez 72' |       | 35' Wilde Guerrier | Marlins Park, Miami Toeschouwers: 18.000 Scheidsrechter: Ted Unkel (USA) |

| Copa América 2016 |
| ----------------- |

|                                                        |                  |                                               |          |                                                                                       |
| 3 juni Copa América № 533 «onderlinge duels» 18:30 uur | Verenigde Staten | 0 – 2                                         | Colombia | Levi's Stadium, Santa Clara Toeschouwers: 67.439 Scheidsrechter: Roberto García (MEX) |
| 3 juni Copa América № 533 «onderlinge duels» 18:30 uur |                  | 8' Cristián Zapata 42' (pen.) James Rodríguez |          | Levi's Stadium, Santa Clara Toeschouwers: 67.439 Scheidsrechter: Roberto García (MEX) |

|                                                        |                                      |       |                  |                                                                            |
| 7 juni Copa América № 534 «onderlinge duels» 22:30 uur | Colombia                             | 2 – 1 | Paraguay         | Rose Bowl, Pasadena Toeschouwers: 42.766 Scheidsrechter: Héber Lopes (BRA) |
| 7 juni Copa América № 534 «onderlinge duels» 22:30 uur | Carlos Bacca 12' James Rodríguez 30' |       | 71' Víctor Ayala | Rose Bowl, Pasadena Toeschouwers: 42.766 Scheidsrechter: Héber Lopes (BRA) |

|                                                         |                                  |       |                                                          |                                                                             |
| 11 juni Copa América № 535 «onderlinge duels» 21:00 uur | Colombia                         | 2 – 3 | Costa Rica                                               | NRG Stadium, Houston Toeschouwers: 45.808 Scheidsrechter: José Argote (VEN) |
| 11 juni Copa América № 535 «onderlinge duels» 21:00 uur | Frank Fabra 7' Marlos Moreno 73' |       | 2' Johan Venegas 34' (e.d.) Frank Fabra 58' Celso Borges | NRG Stadium, Houston Toeschouwers: 45.808 Scheidsrechter: José Argote (VEN) |

|                                                                     |                                                         |       |                                                            |                                                                                              |
| 17 juni Copa América Kwartfinale № 536 «onderlinge duels» 20:00 uur | Peru                                                    | 0 – 0 | Colombia                                                   | MetLife Stadium, East Rutherford Toeschouwers: 79.194 Scheidsrechter: Patricio Loustau (ARG) |
| 17 juni Copa América Kwartfinale № 536 «onderlinge duels» 20:00 uur |                                                         |       |                                                            | MetLife Stadium, East Rutherford Toeschouwers: 79.194 Scheidsrechter: Patricio Loustau (ARG) |
| 17 juni Copa América Kwartfinale № 536 «onderlinge duels» 20:00 uur | Strafschoppen                                           |       |                                                            | MetLife Stadium, East Rutherford Toeschouwers: 79.194 Scheidsrechter: Patricio Loustau (ARG) |
| 17 juni Copa América Kwartfinale № 536 «onderlinge duels» 20:00 uur | Raúl Ruidíaz Renato Tapia Miguel Trauco Christian Cueva | 2 – 4 | James Rodríguez Juan Cuadrado Dayro Moreno Sebastián Pérez | MetLife Stadium, East Rutherford Toeschouwers: 79.194 Scheidsrechter: Patricio Loustau (ARG) |

|                                                                      |          |                                         |       |                                                                                |
| 22 juni Copa América Halve finale № 537 «onderlinge duels» 19:00 uur | Colombia | 0 – 2                                   | Chili | Soldier Field, Chicago Toeschouwers: 55.423 Scheidsrechter: Joel Aguilar (ESA) |
| 22 juni Copa América Halve finale № 537 «onderlinge duels» 19:00 uur |          | 7' Charles Aránguiz 11' José Fuenzalida |       | Soldier Field, Chicago Toeschouwers: 55.423 Scheidsrechter: Joel Aguilar (ESA) |

|                                                                      |                  |                  |          | |
| 22 juni Copa América Troostfinale № 538 «onderlinge duels» 20:00 uur | Verenigde Staten | 0 – 1            | Colombia | University of Phoenix Stadium, Glendale Toeschouwers: 29.041 Scheidsrechter: Daniel Fedorczuk (URU) |
| 22 juni Copa América Troostfinale № 538 «onderlinge duels» 20:00 uur |                  | 31' Carlos Bacca |          | University of Phoenix Stadium, Glendale Toeschouwers: 29.041 Scheidsrechter: Daniel Fedorczuk (URU) |

|  |  |  |  |  |  |  |  |  |

|                                                                     |                                         |       |           | |
| 1 september Kwalificatie WK 2018 № 539 «onderlinge duels» 20:00 uur | Colombia                                | 2 – 0 | Venezuela | Estadio Roberto Meléndez, Barranquilla Toeschouwers: 40.000 Scheidsrechter: Daniel Fedorczuk (URU) |
| 1 september Kwalificatie WK 2018 № 539 «onderlinge duels» 20:00 uur | James Rodríguez 45' Macnelly Torres 81' |       |           | Estadio Roberto Meléndez, Barranquilla Toeschouwers: 40.000 Scheidsrechter: Daniel Fedorczuk (URU) |

|                                                                     |                       |       |                       |                                                                                    |
| 6 september Kwalificatie WK 2018 № 540 «onderlinge duels» 20:45 uur | Brazilië              | 2 – 1 | Colombia              | Arena Amazônia, Manaus Toeschouwers: 36.601 Scheidsrechter: Patricio Loustau (ARG) |
| 6 september Kwalificatie WK 2018 № 540 «onderlinge duels» 20:45 uur | Miranda 2' Neymar 75' |       | 37' (e.d.) Marquinhos | Arena Amazônia, Manaus Toeschouwers: 36.601 Scheidsrechter: Patricio Loustau (ARG) |

|                                                                   |          |                   |          |                                                                                          |
| 6 oktober Kwalificatie WK 2018 № 541 «onderlinge duels» 20:45 uur | Paraguay | 0 – 1             | Colombia | Defensores del Chaco, Asunción Toeschouwers: 35.000 Scheidsrechter: Julio Bascuñán (CHI) |
| 6 oktober Kwalificatie WK 2018 № 541 «onderlinge duels» 20:45 uur |          | 90' Edwin Cardona |          | Defensores del Chaco, Asunción Toeschouwers: 35.000 Scheidsrechter: Julio Bascuñán (CHI) |

|                                                                    |                                 |       |                                        |                                                                                                 |
| 11 oktober Kwalificatie WK 2018 № 542 «onderlinge duels» 21:30 uur | Colombia                        | 2 – 2 | Uruguay                                | Estadio Roberto Meléndez, Barranquilla Toeschouwers: 48.000 Scheidsrechter: Néstor Pitana (ARG) |
| 11 oktober Kwalificatie WK 2018 № 542 «onderlinge duels» 21:30 uur | Abel Aguilar 15' Yerry Mina 84' |       | 27' Cristian Rodríguez 72' Luis Suárez | Estadio Roberto Meléndez, Barranquilla Toeschouwers: 48.000 Scheidsrechter: Néstor Pitana (ARG) |

|                                                                     |          |       |       |                                                                                                  |
| 10 november Kwalificatie WK 2018 № 543 «onderlinge duels» 20:30 uur | Colombia | 0 – 0 | Chili | Estadio Roberto Meléndez, Barranquilla Toeschouwers: 49.243 Scheidsrechter: Wilton Sampaio (BRA) |
| 10 november Kwalificatie WK 2018 № 543 «onderlinge duels» 20:30 uur |          |       |       | Estadio Roberto Meléndez, Barranquilla Toeschouwers: 49.243 Scheidsrechter: Wilton Sampaio (BRA) |

|                                                                     |                                                      |       |          | |
| 15 november Kwalificatie WK 2018 № 544 «onderlinge duels» 19:30 uur | Argentinië                                           | 3 – 0 | Colombia | Estadio San Juan del Bicentenario, San Juan Toeschouwers: 24.207 Scheidsrechter: Roddy Zambrano (ECU) |
| 15 november Kwalificatie WK 2018 № 544 «onderlinge duels» 19:30 uur | Lionel Messi 11' Lucas Pratto 23' Ángel Di María 84' |       |          | Estadio San Juan del Bicentenario, San Juan Toeschouwers: 24.207 Scheidsrechter: Roddy Zambrano (ECU) |

### 2017
|                                                                 |          |       |          |                                                                                          |
| 25 januari Vriendschappelijk № 545 «onderlinge duels» 19:45 uur | Brazilië | 1 – 0 | Colombia | Estadio Engenhão, Rio de Janeiro Toeschouwers: 18.695 Scheidsrechter: Jorge Baliño (ARG) |
| 25 januari Vriendschappelijk № 545 «onderlinge duels» 19:45 uur | Dudu 47' |       |          | Estadio Engenhão, Rio de Janeiro Toeschouwers: 18.695 Scheidsrechter: Jorge Baliño (ARG) |

|                                                                  |                     |       |         |                                                                                                |
| 23 maart Kwalificatie WK 2018 № 546 «onderlinge duels» 15:30 uur | Colombia            | 1 – 0 | Bolivia | Estadio Metropolitano, Barranquilla Toeschouwers: 42.300 Scheidsrechter: Ricardo Marques (BRA) |
| 23 maart Kwalificatie WK 2018 № 546 «onderlinge duels» 15:30 uur | James Rodríguez 83' |       |         | Estadio Metropolitano, Barranquilla Toeschouwers: 42.300 Scheidsrechter: Ricardo Marques (BRA) |

|                                                                  |         |                                       |          |                                                                                            |
| 28 maart Kwalificatie WK 2018 № 547 «onderlinge duels» 20:00 uur | Ecuador | 0 – 2                                 | Colombia | Estadio Olímpico Atahualpa, Quito Toeschouwers: 32.000 Scheidsrechter: Néstor Pitana (ARG) |
| 28 maart Kwalificatie WK 2018 № 547 «onderlinge duels» 20:00 uur |         | 20' James Rodríguez 34' Juan Cuadrado |          | Estadio Olímpico Atahualpa, Quito Toeschouwers: 32.000 Scheidsrechter: Néstor Pitana (ARG) |

|                                                             |                                   |       |                                      |                                                                                          |
| 7 juni Vriendschappelijk № 548 «onderlinge duels» 21:30 uur | Spanje                            | 2 – 2 | Colombia                             | Estadio Nueva Condomina, Murcia Toeschouwers: 31.000 Scheidsrechter: Slavko Vinčić (SLO) |
| 7 juni Vriendschappelijk № 548 «onderlinge duels» 21:30 uur | David Silva 22' Álvaro Morata 87' |       | 40' Edwin Cardona 55' Radamel Falcao | Estadio Nueva Condomina, Murcia Toeschouwers: 31.000 Scheidsrechter: Slavko Vinčić (SLO) |

|                                                              |          |                                                                      |          |                                                                                              |
| 13 juni Vriendschappelijk № 549 «onderlinge duels» 20:30 uur | Kameroen | 0 – 4                                                                | Colombia | Coliseum Alfonso Pérez, Getafe Toeschouwers: 7.000 Scheidsrechter: Alejandro Hernández (ESP) |
| 13 juni Vriendschappelijk № 549 «onderlinge duels» 20:30 uur |          | 16' James Rodríguez 30' Yerry Mina 52' Yerry Mina 85' José Izquierdo |          | Coliseum Alfonso Pérez, Getafe Toeschouwers: 7.000 Scheidsrechter: Alejandro Hernández (ESP) |

|                                                                     |           |       |          |                                                                                                |
| 31 augustus Kwalificatie WK 2018 № 550 «onderlinge duels» 17:00 uur | Venezuela | 0 – 0 | Colombia | Estadio Polideportivo, San Cristóbal Toeschouwers: 35.000 Scheidsrechter: Wilton Pereira (BRA) |
| 31 augustus Kwalificatie WK 2018 № 550 «onderlinge duels» 17:00 uur |           |       |          | Estadio Polideportivo, San Cristóbal Toeschouwers: 35.000 Scheidsrechter: Wilton Pereira (BRA) |

|                                                                     |                    |       |               |                                                                                                 |
| 5 september Kwalificatie WK 2018 № 551 «onderlinge duels» 15:30 uur | Colombia           | 1 – 1 | Brazilië      | Estadio Metropolitano, Barranquilla Toeschouwers: 47.500 Scheidsrechter: Jesús Valenzuela (VEN) |
| 5 september Kwalificatie WK 2018 № 551 «onderlinge duels» 15:30 uur | Radamel Falcao 56' |       | 45+2' Willian | Estadio Metropolitano, Barranquilla Toeschouwers: 47.500 Scheidsrechter: Jesús Valenzuela (VEN) |

|                                                                   |                    |       |                                          |                                                                                                |
| 5 oktober Kwalificatie WK 2018 № 552 «onderlinge duels» 18:30 uur | Colombia           | 1 – 2 | Paraguay                                 | Estadio Metropolitano, Barranquilla Toeschouwers: 45.000 Scheidsrechter: Ricardo Marques (BRA) |
| 5 oktober Kwalificatie WK 2018 № 552 «onderlinge duels» 18:30 uur | Radamel Falcao 79' |       | 89' Óscar Cardozo 90+2' Antonio Sanabria | Estadio Metropolitano, Barranquilla Toeschouwers: 45.000 Scheidsrechter: Ricardo Marques (BRA) |

|                                                                    |                         |       |                     |                                                                                |
| 10 oktober Kwalificatie WK 2018 № 553 «onderlinge duels» 18:30 uur | Peru                    | 1 – 1 | Colombia            | Estadio Nacional, Lima Toeschouwers: 48.142 Scheidsrechter: Sandro Ricci (BRA) |
| 10 oktober Kwalificatie WK 2018 № 553 «onderlinge duels» 18:30 uur | David Ospina 77' (e.d.) |       | 55' James Rodríguez | Estadio Nacional, Lima Toeschouwers: 48.142 Scheidsrechter: Sandro Ricci (BRA) |

|                                                                  |                                     |       |                     |                                                                                      |
| 10 november Vriendschappelijk № 554 «onderlinge duels» 20:00 uur | Zuid-Korea                          | 2 – 1 | Colombia            | Suwon World Cupstadion, Suwon Toeschouwers: 29.750 Scheidsrechter: Chris Beath (AUS) |
| 10 november Vriendschappelijk № 554 «onderlinge duels» 20:00 uur | Son Heung-min 11' Son Heung-min 61' |       | 76' Cristián Zapata | Suwon World Cupstadion, Suwon Toeschouwers: 29.750 Scheidsrechter: Chris Beath (AUS) |

|                                                                  |       |                                                                      |          |                                                                                         |
| 14 november Vriendschappelijk № 555 «onderlinge duels» 20:35 uur | China | 0 – 4                                                                | Colombia | Olympic Sports Center, Chongqing Toeschouwers: 12.560 Scheidsrechter: Jumpei Iida (JPN) |
| 14 november Vriendschappelijk № 555 «onderlinge duels» 20:35 uur |       | 6' Felipe Pardo 61' Carlos Bacca 66' Miguel Borja 90+1' Miguel Borja |          | Olympic Sports Center, Chongqing Toeschouwers: 12.560 Scheidsrechter: Jumpei Iida (JPN) |

### 2018
|                                                               |                                     |       |                                                             |                                                                                         |
| 23 maart Vriendschappelijk № 556 «onderlinge duels» 21:00 uur | Frankrijk                           | 2 – 3 | Colombia                                                    | Stade de France, Saint-Denis Toeschouwers: 78.000 Scheidsrechter: Adrien Jaccotet (SUI) |
| 23 maart Vriendschappelijk № 556 «onderlinge duels» 21:00 uur | Olivier Giroud 11' Thomas Lemar 26' |       | 28' Luis Muriel 62' Radamel Falcao 85' (pen.) Juan Quintero | Stade de France, Saint-Denis Toeschouwers: 78.000 Scheidsrechter: Adrien Jaccotet (SUI) |

|                                                               |          |       |           |                                                                                |
| 27 maart Vriendschappelijk № 557 «onderlinge duels» 21:00 uur | Colombia | 0 – 0 | Australië | Craven Cottage, Londen Toeschouwers: 18.664 Scheidsrechter: Bobby Madley (ENG) |
| 27 maart Vriendschappelijk № 557 «onderlinge duels» 21:00 uur |          |       |           | Craven Cottage, Londen Toeschouwers: 18.664 Scheidsrechter: Bobby Madley (ENG) |

|                                                             |        |       |          |                                                                                            |
| 1 juni Vriendschappelijk № 558 «onderlinge duels» 21:15 uur | Egypte | 0 – 0 | Colombia | Atleti Azzurri d'Italia, Bergamo Toeschouwers: 3.883 Scheidsrechter: Paolo Mazzoleni (ITA) |
| 1 juni Vriendschappelijk № 558 «onderlinge duels» 21:15 uur |        |       |          | Atleti Azzurri d'Italia, Bergamo Toeschouwers: 3.883 Scheidsrechter: Paolo Mazzoleni (ITA) |

|                                                                 |                   |       |                                     |                                                                                             |
| 7 september Vriendschappelijk № 563 «onderling duels» 20:00 uur | Venezuela         | 1 – 2 | Colombia                            | Hard Rock Stadium, Miami Gardens Toeschouwers: 34,048 Scheidsrechter: Henry Benjarano (CRC) |
| 7 september Vriendschappelijk № 563 «onderling duels» 20:00 uur | Darwin Machis 4', |       | Radamel Falcao 55', Yimmy Chará 90' | Hard Rock Stadium, Miami Gardens Toeschouwers: 34,048 Scheidsrechter: Henry Benjarano (CRC) |

|                                                                   |          |       |            |                                                                                           |
| 11 september Vriendschappelijk № 564 «onderlinge duels» 20:00 uur | Colombia | 0 – 0 | Argentinië | MetLife Stadium, East Rutherford Toeschouwers: 35.624 Scheidsrechter: Ismail Elfath (USA) |
| 11 september Vriendschappelijk № 564 «onderlinge duels» 20:00 uur |          |       |            | MetLife Stadium, East Rutherford Toeschouwers: 35.624 Scheidsrechter: Ismail Elfath (USA) |

|                                                                 |                                  |       |                                                                          |                                                                                    |
| 11 oktober Vriendschappelijk № 565 «onderlinge duels» 19:30 uur | Verenigde Staten                 | 2 – 4 | Colombia                                                                 | Raymond James Stadium, Tampa Toeschouwers: 38,631 Scheidsrechter: John Pitti (PAN) |
| 11 oktober Vriendschappelijk № 565 «onderlinge duels» 19:30 uur | Kellyn Acosta 50' Bobby Wood 53' |       | James Rodríguez 36' Carlos Bacca 56' Radamel Falcao 74' Miguel Borja 79' | Raymond James Stadium, Tampa Toeschouwers: 38,631 Scheidsrechter: John Pitti (PAN) |

|                                                             |                    |       |                                            |                                                                                   |
| 16 oktober Vriendschappelijk № 566 «onderlinge duels» 20:00 | Costa Rica         | 1 – 3 | Colombia                                   | Red Bull Arena, Harrison Toeschouwers: 20,000 Scheidsrechter: Ismail Elfath (USA) |
| 16 oktober Vriendschappelijk № 566 «onderlinge duels» 20:00 | Kendall Waston 44' |       | Carlos Bacca 30' Juan Hernández 72', 90+2' | Red Bull Arena, Harrison Toeschouwers: 20,000 Scheidsrechter: Ismail Elfath (USA) |

| WK 2018 |
| ------- |

|                                                                    |                   |       |                                        |                                                                                  |
| 19 juni WK 2018 Groep H № 559 «onderlinge duels» 14:00 uur (UTC+3) | Colombia          | 1 – 2 | Japan                                  | Mordovia Arena, Saransk Toeschouwers: 40.842 Scheidsrechter: Damir Skomina (SLO) |
| 19 juni WK 2018 Groep H № 559 «onderlinge duels» 14:00 uur (UTC+3) | Juan Quintero 39' |       | 6' (pen.) Shinji Kagawa 73' Yuya Osako | Mordovia Arena, Saransk Toeschouwers: 40.842 Scheidsrechter: Damir Skomina (SLO) |

|                                                                    |       |                                                     |          |                                                                           |
| 24 juni WK 2018 Groep H № 560 «onderlinge duels» 20:00 uur (UTC+3) | Polen | 0 – 3                                               | Colombia | Kazan Arena, Kazan Toeschouwers: 42.873 Scheidsrechter: César Ramos (MEX) |
| 24 juni WK 2018 Groep H № 560 «onderlinge duels» 20:00 uur (UTC+3) |       | 40' Yerry Mina 69' Radamel Falcao 75' Juan Cuadrado |          | Kazan Arena, Kazan Toeschouwers: 42.873 Scheidsrechter: César Ramos (MEX) |

|                                                                    |         |                |          |                                                                               |
| 28 juni WK 2018 Groep H № 561 «onderlinge duels» 16:00 uur (UTC+4) | Senegal | 0 – 1          | Colombia | Cosmos Arena, Samara Toeschouwers: 41.970 Scheidsrechter: Milorad Mažić (SRB) |
| 28 juni WK 2018 Groep H № 561 «onderlinge duels» 16:00 uur (UTC+4) |         | 74' Yerry Mina |          | Cosmos Arena, Samara Toeschouwers: 41.970 Scheidsrechter: Milorad Mažić (SRB) |

|                                                                          |                                                                    |              |                                                                       |                                                                                 |
| 3 juli WK 2018 Achtste finale № 562 «onderlinge duels» 20:00 uur (UTC+3) | Colombia                                                           | 1 – 1 (n.v.) | Engeland                                                              | Otkrytieje Arena, Moskou Toeschouwers: 44.190 Scheidsrechter: Mark Geiger (USA) |
| 3 juli WK 2018 Achtste finale № 562 «onderlinge duels» 20:00 uur (UTC+3) | Yerry Mina 90+3'                                                   |              | 57' (pen.) Harry Kane                                                 | Otkrytieje Arena, Moskou Toeschouwers: 44.190 Scheidsrechter: Mark Geiger (USA) |
| 3 juli WK 2018 Achtste finale № 562 «onderlinge duels» 20:00 uur (UTC+3) | Strafschoppen                                                      |              |                                                                       | Otkrytieje Arena, Moskou Toeschouwers: 44.190 Scheidsrechter: Mark Geiger (USA) |
| 3 juli WK 2018 Achtste finale № 562 «onderlinge duels» 20:00 uur (UTC+3) | Radamel Falcao Juan Cuadrado Luis Muriel Mateus Uribe Carlos Bacca | 3 – 4        | Harry Kane Marcus Rashford Jordan Henderson Kieran Trippier Eric Dier | Otkrytieje Arena, Moskou Toeschouwers: 44.190 Scheidsrechter: Mark Geiger (USA) |

|  |  |  |  |  |  |  |  |  |

### 2019
|                                                               |       |                    |          |                                                                                |
| 22 maart Vriendschappelijk № 566 «onderlinge duels» 19:20 uur | Japan | 0 – 1              | Colombia | Nissanstadion, Yokohama Toeschouwers: 63,302 Scheidsrechter: Peter Green (AUS) |
| 22 maart Vriendschappelijk № 566 «onderlinge duels» 19:20 uur |       | Radamel Falcao 64' |          | Nissanstadion, Yokohama Toeschouwers: 63,302 Scheidsrechter: Peter Green (AUS) |

|                                                               |                                    |       |               |                                                                                                |
| 26 maart Vriendschappelijk № 567 «onderligne duels» 20:00 uur | Zuid-Korea                         | 2 – 1 | Colombia      | Seoul World Cupstadion, Seoel Toeschouwers: 64.388 Scheidsrechter: Abdulrahman Al-Jassim (QAT) |
| 26 maart Vriendschappelijk № 567 «onderligne duels» 20:00 uur | Son Heung-min 56' Lee Jae-sung 58' |       | Luis Díaz 48' | Seoul World Cupstadion, Seoel Toeschouwers: 64.388 Scheidsrechter: Abdulrahman Al-Jassim (QAT) |

|                                                             |                                                       |       |        |                                                                                          |
| 3 juni Vriendschappelijk № 568 «onderlinge duels» 17:00 uur | Colombia                                              | 3 – 0 | Panama | Estadio El Campín, Bogota Toeschouwers: 12.000 Scheidsrechter: Luis Eduardo Quiroz (ECU) |
| 3 juni Vriendschappelijk № 568 «onderlinge duels» 17:00 uur | Wiliian Tesillo 6' Luis Muriel 38' Radamel Falcao 45' |       |        | Estadio El Campín, Bogota Toeschouwers: 12.000 Scheidsrechter: Luis Eduardo Quiroz (ECU) |

|                                                             |      |                                          |          |                                                                   |
| 9 juni Vriendschappelijk № 569 «onderlinge duels» 16:00 uur | Peru | 0 – 3                                    | Colombia | Estadio Monumental, Lima Scheidsrechter: Christian Ferreyra (URU) |
| 9 juni Vriendschappelijk № 569 «onderlinge duels» 16:00 uur |      | Mateus Uribe 23', 65' Duván Zapata 90+4' |          | Estadio Monumental, Lima Scheidsrechter: Christian Ferreyra (URU) |

| Copa América 2019 |
| ----------------- |

|                                                             |            |                                     |          |                                                                                              |
| 15 juni Copa América Groep B № 570 «onderlinge duels» 19:00 | Argentinië | 0 – 2                               | Colombia | Itaipava Arena Fonte Nova, Salvador Toeschouwers: 35,572 Scheidsrechter: Roberto Tobar (CHI) |
| 15 juni Copa América Groep B № 570 «onderlinge duels» 19:00 |            | Roger Martínez 71' Duván Zapata 86' |          | Itaipava Arena Fonte Nova, Salvador Toeschouwers: 35,572 Scheidsrechter: Roberto Tobar (CHI) |

|                                                                 |                     |       |          |                                                                                               |
| 23 juni Copa América Groep B № 572 «onderlinge duels» 16:00 uur | Colombia            | 1 – 0 | Paraguay | Itaipava Arena Fonte Nova, Salvador Toeschouwers: 13.039 Scheidsrechter: Víctor Carillo (PER) |
| 23 juni Copa América Groep B № 572 «onderlinge duels» 16:00 uur | Gustavo Cuéllar 31' |       |          | Itaipava Arena Fonte Nova, Salvador Toeschouwers: 13.039 Scheidsrechter: Víctor Carillo (PER) |

|                                                                     |                                                                        |       |                                                                          |                                                                                        |
| 28 juni Copa América Kvartfinale № 573 «onderlinge duels» 20:00 uur | Colombia                                                               | 0 – 0 | Chili                                                                    | Arena de São Paulo, São Paulo Toeschouwers: 44.062 Scheidsrechter: Néstor Pitana (ARG) |
| 28 juni Copa América Kvartfinale № 573 «onderlinge duels» 20:00 uur |                                                                        |       |                                                                          | Arena de São Paulo, São Paulo Toeschouwers: 44.062 Scheidsrechter: Néstor Pitana (ARG) |
| 28 juni Copa América Kvartfinale № 573 «onderlinge duels» 20:00 uur | Strafschoppen                                                          |       |                                                                          | Arena de São Paulo, São Paulo Toeschouwers: 44.062 Scheidsrechter: Néstor Pitana (ARG) |
| 28 juni Copa América Kvartfinale № 573 «onderlinge duels» 20:00 uur | James Rodríguez Edwin Cardona Juan Cuadrado Yerry Mina William Tesillo | 4 – 5 | Arturo Vidal Eduardo Vargas Erick Pulgar Charles Aránguiz Alexis Sánchez | Arena de São Paulo, São Paulo Toeschouwers: 44.062 Scheidsrechter: Néstor Pitana (ARG) |

|                                                                   |          |       |           |                                                                                   |
| 10 september Vriendschappelijk № 575 «onderlinge duels» 20:30 uur | Colombia | 0 – 0 | Venezuela | Raymond James Stadium, Tampa Toeschouwers: 16.590 Scheidsrechter: Ted Unkel (USA) |
| 10 september Vriendschappelijk № 575 «onderlinge duels» 20:30 uur |          |       |           | Raymond James Stadium, Tampa Toeschouwers: 16.590 Scheidsrechter: Ted Unkel (USA) |

|                                                                  |         |                  |          |                                                              |
| 19 november Vriendschappelijk № 579 «onderlinge duels» 20:00 uur | Ecuador | 0 – 1            | Colombia | Red Bull Arena, Harrison Scheidsrechter: Juan Calderón (CRC) |
| 19 november Vriendschappelijk № 579 «onderlinge duels» 20:00 uur |         | Mateus Uribe 42' |          | Red Bull Arena, Harrison Scheidsrechter: Juan Calderón (CRC) |

Colfútbol · A-internationals · Selecties · Statistieken · Bondscoaches · Colombiaans vrouwenelftal · Olympisch elftal · Colombia U20 · Colombia U17
1938 – 1949 ·
1950 – 1959 ·
1960 – 1969 ·
1970 – 1979 ·
1980 – 1989 ·
1990 – 1999 ·
2000 – 2009 ·
2010 – 2019 ·
2020 – 2029
WK 1962 · 
WK 1990 · 
WK 1994 · 
WK 1998 · 
WK 2014 · 
WK 2018
OS 1968 · 
OS 1972 · 
OS 1980 · 
OS 1992 · 
OS 2016
1938 · 
1939 · 1940 · 1941 · 1942 · 1943 · 1944 · 
1946 · 
1947 · 
1948 · 
1949 · 
1950 · 1951 · 1952 · 1953 · 1954 · 1955 · 1956 · 
1957 · 
1958 · 1959 · 1960 · 
1961 · 
1962 · 
1963 · 
1964 · 
1965 · 
1966 · 
1967 · 
1968 · 
1969 · 
1970 · 
1971 · 
1972 · 
1973 · 
1974 · 
1975 · 
1976 · 
1977 · 
1978 · 
1979 · 
1980 · 
1981 · 
1982 · 
1983 · 
1984 · 
1985 · 
1986 · 
1987 · 
1988 · 
1989 · 
1990 ·
1991 · 
1992 · 
1993 · 
1994 · 
1995 · 
1996 · 
1997 · 
1998 · 
1999 · 
2000 · 
2001 · 
2002 · 
2003 · 
2004 · 
2005 · 
2006 · 
2007 · 
2008 · 
2009 · 
2010 · 
2011 · 
2012 · 
2013 · 
2014 · 
2015 · 
2016 · 
2017 ·
2018 ·
2019 ·
2020 ·
2021
Algerije ·
Argentinië ·
Australië ·
Bahrein ·
België ·
Bolivia · 
Brazilië ·
Canada ·
Chili ·
China · 
Costa Rica ·
Cuba ·
DDR ·
Duitsland ·
Ecuador ·
Egypte ·
El Salvador ·
Engeland ·
Finland ·
Frankrijk ·
Griekenland ·
Guatemala · 
Haïti ·
Honduras ·
Hongarije ·
Hongkong ·
Ierland ·
Irak ·
Israël ·
Ivoorkust ·
Jamaica ·
Japan ·
Joegoslavië ·
Jordanië ·
Kameroen ·
Koeweit · 
Liberia · 
Marokko ·
Mexico ·
Montenegro ·
Nederland ·
Nederlandse Antillen ·
Nicaragua ·
Nieuw-Zeeland · 
Nigeria ·
Noord-Ierland ·
Noorwegen ·
Panama ·
Paraguay ·
Peru ·
Polen ·
Puerto Rico ·
Qatar ·
Roemenië ·
Saoedi-Arabië ·
Schotland ·
Senegal ·
Servië ·
Slovenië ·
Slowakije ·
Sovjet-Unie ·
Spanje ·
Trinidad en Tobago ·
Tsjecho-Slowakije ·
Tunesië · 
Turkije · 
Uruguay ·
Venezuela ·
Verenigde Arabische Emiraten · 
Verenigde Staten ·
Zuid-Afrika ·
Zuid-Korea ·
Zweden ·
Zwitserland
Brazilië (2014) ·
Engeland (2018) ·
Griekenland (2014) ·
Ivoorkust (2014) ·
Japan (2014) ·
Japan (2018) ·
Polen (2018) ·
Senegal (2018) ·
Uruguay (2014)
AFC-zone: Afghanistan · Australië · Bahrein · Bangladesh · Bhutan · Brunei · Cambodja · China · Chinees Taipei · Filipijnen · Guam · Hongkong · India · Indonesië · Iran · Irak · Japan · Jemen · Jordanië · Koeweit · Kirgizië · Laos · Libanon · Macau · Maleisië · Maldiven · Mongolië · Myanmar · Nepal · Noord-Korea · Oezbekistan · Oman · Oost-Timor · Pakistan · Palestina · Qatar · Saoedi-Arabië · Singapore · Sri Lanka · Syrië · Tadjikistan · Thailand · Turkmenistan · Verenigde Arabische Emiraten · Vietnam · Zuid-Korea

CAF-zone: Algerije · Angola · Benin · Botswana · Burkina Faso · Burundi · Centraal-Afrikaanse Republiek · Comoren · Congo-Brazzaville · Congo-Kinshasa · Djibouti · Egypte · Equatoriaal-Guinea · Eritrea · Ethiopië · Gabon · Gambia · Ghana · Guinee · Guinee-Bissau · Ivoorkust · Kaapverdië · Kameroen · Kenia · Lesotho · Liberia · Libië · Madagaskar · Malawi · Mali · Mauritanië · Mauritius · Marokko · Mozambique · Namibië · Niger · Nigeria · Oeganda · Rwanda · Sao Tomé en Principe · Senegal · Seychellen · Sierra Leone · Soedan · Somalië · Swaziland · Tanzania · Togo · Tsjaad · Tunesië · Zambia · Zimbabwe · Zuid-Afrika · Zuid-Soedan 

CONCACAF-zone: Amerikaanse Maagdeneilanden · Anguilla · Antigua en Barbuda · Aruba · Bahama's · Barbados · Belize · Bermuda · Britse Maagdeneilanden · Canada · Kaaimaneilanden · Costa Rica · Cuba · Curaçao · Dominica · Dominicaanse Republiek · El Salvador · Frans Guyana · Grenada · Guadeloupe · Guatemala · Guyana · Haïti · Honduras · Jamaica · Martinique · Mexico · Montserrat · 
Nicaragua · Panama · Puerto Rico · Saint Kitts en Nevis · Saint Lucia · Saint Vincent en de Grenadines · Sint Maarten · Suriname · Trinidad en Tobago · Turks- en Caicoseilanden · Verenigde Staten

CONMEBOL-zone: Argentinië · Bolivia · Brazilië · Chili · Colombia · Ecuador · Paraguay · Peru · Uruguay · Venezuela

OFC-zone: Amerikaans-Samoa · Cookeilanden · Fiji · Nieuw-Caledonië · Nieuw-Zeeland · Papoea-Nieuw-Guinea · Samoa · Salomoneilanden · Tahiti · Tonga · Vanuatu

UEFA-zone: Albanië · Andorra · Armenië · Azerbeidzjan · België · Bosnië en Herzegovina · Bulgarije · Cyprus · Denemarken · Duitsland · Engeland · Estland · Faeröer · Finland · Frankrijk · Georgië · Gibraltar · Griekenland · Hongarije · IJsland · Ierland · Israël · Italië · Kazachstan · Kosovo · Kroatië · Letland · Liechtenstein · Litouwen · Luxemburg · Macedonië · Malta · Moldavië · Montenegro · Nederland · Noord-Ierland · Noorwegen · Oekraïne · Oostenrijk · Polen · Portugal · Roemenië · Rusland · San Marino · Schotland · Servië · Slovenië · Slowakije · Spanje · Tsjechië · Turkije · Wales · Wit-Rusland · Zweden · Zwitserland